# Grand Prix Formule 1 van Portugal 1996
De Grand Prix Formule 1 van Portugal 1996 werd gehouden op 22 september 1996 op Estoril.

## Uitslag
| Positie | Nummer | Rijder                | Team               | Ronden | Tijd/Opgave | Startplaats | Punten |
| ------- | ------ | --------------------- | ------------------ | ------ | ----------- | ----------- | ------ |
| 1       | 6      | Jacques Villeneuve    | Williams-Renault   | 70     | 1:40:22.915 | 2           | 10     |
| 2       | 5      | Damon Hill            | Williams-Renault   | 70     | + 19.966    | 1           | 6      |
| 3       | 1      | Michael Schumacher    | Ferrari            | 70     | + 53.765    | 4           | 4      |
| 4       | 3      | Jean Alesi            | Benetton-Renault   | 70     | + 55.109    | 3           | 3      |
| 5       | 2      | Eddie Irvine          | Ferrari            | 70     | + 87.389    | 6           | 2      |
| 6       | 4      | Gerhard Berger        | Benetton-Renault   | 70     | + 93.141    | 5           | 1      |
| 7       | 15     | Heinz-Harald Frentzen | Sauber-Ford        | 69     | + 1 Ronde   | 11          |        |
| 8       | 14     | Johnny Herbert        | Sauber-Ford        | 69     | + 1 Ronde   | 12          |        |
| 9       | 12     | Martin Brundle        | Jordan-Peugeot     | 69     | + 1 Ronde   | 10          |        |
| 10      | 9      | Olivier Panis         | Ligier-Mugen-Honda | 69     | + 1 Ronde   | 15          |        |
| 11      | 19     | Mika Salo             | Tyrrell-Yamaha     | 69     | + 1 Ronde   | 13          |        |
| 12      | 18     | Ukyo Katayama         | Tyrrell-Yamaha     | 68     | + 2 Rondes  | 14          |        |
| 13      | 8      | David Coulthard       | McLaren-Mercedes   | 68     | + 2 Rondes  | 8           |        |
| 14      | 16     | Ricardo Rosset        | Arrows-Hart        | 67     | + 3 Rondes  | 17          |        |
| 15      | 21     | Giovanni Lavaggi      | Minardi-Ford       | 65     | + 5 Rondes  | 20          |        |
| 16      | 20     | Pedro Lamy            | Minardi-Ford       | 65     | + 5 Rondes  | 19          |        |
| NF      | 7      | Mika Häkkinen         | McLaren-Mercedes   | 52     | Botsing     | 7           |        |
| NF      | 17     | Jos Verstappen        | Arrows-Hart        | 47     | Motor       | 16          |        |
| NF      | 10     | Pedro Diniz           | Ligier-Mugen-Honda | 46     | Botsing     | 18          |        |
| NF      | 11     | Rubens Barrichello    | Jordan-Peugeot     | 41     | Spin        | 9           |        |

## Statistieken
| Pole-position | Damon Hill         | Williams-Renault | 1:20.330 |
| Snelste ronde | Jacques Villeneuve | Williams-Renault | 1:22.873 |

## Noot
- Dit was de vijfde snelste ronde voor Jacques Villeneuve.
- Tiende Grand Prix-winst voor een Canadese coureur.
- Vierhonderdste podiumplaats voor een Britse coureur.

1958 · 1959 · 1960 · 1984 · 1985 · 1986 · 1987 · 1988 · 1989 · 1990 · 1991 · 1992 · 1993 · 1994 · 1995 · 1996 · 2020 · 2021